# Isol
Marisol Misenta, mieux connue sous le nom d' Isol (née à Buenos Aires en 1972 ) est une peintre, illustratrice et auteure de littérature jeunesse argentine. Elle est également chanteuse et a travaillé dans le domaine de la musique pop et classique.

## Biographie

### Études
Elle a grandi dans le quartier Caballito de la ville de Buenos Aires dans une famille très influencée par l'art et les livres. Sa mère chante de la musique baroque et son père est écrivain et peintre. Son frère Federico Zypce est musicien et tous deux ont formé le duo musical SIMA.
Elle a suivi l'enseignement des beaux-arts à l'école nationale Rogelio Yrurtia puis à l'Université de Buenos Aires, qu'elle a quitté pour se consacrer pleinement à travailler comme illustratrice pour la presse et auteure d'albums pour enfants, comme une synthèse naturelle de sa passion pour la bande dessinée d'auteur, la littérature et l'art.

### Œuvre littéraire
Dans son œuvre littéraire, elle aime travailler avec l'humour et l'absurde et définit son style marqué par la ligne, avec des dessins informels, influencé par la bande dessinée dans l'expressivité des personnages. 
Ses livres, avec son style personnel de raconter des histoires dessinées (candides mais ironiques en même temps), ont été publiés au Mexique, en Espagne, en France, en Suisse, en Corée, aux États-Unis et en Argentine .
Son premier livre, Life of Dogs, a été publié en 1997, après avoir reçu une mention honorable dans le cadre du concours "Au bord du vent", organisé par le Fonds de la culture économique du Mexique. De là, elle a continué à publier des livres en tant qu'auteure à plein temps, tout en illustrant des textes d'auteurs tels que Jorge Luján et Paul Auster. Son livre Petit, le monstre a inspiré une série animée pour enfants .

### Prix et mentions
- Prix Astrid Lindgren en 2013 ALMA (Conseil national suédois de la culture) pour tout son travail.
- Mention spéciale du Prix Hans Christian Andersen : 2006 et 2007 (choisi parmi les cinq illustrateurs de livres pour les enfants du monde)
- IBBY / International Board of Books for Young People, Suisse.
- Nommée au Banco del Libro de Venezuela, membre d'IBBY, pour le Prix commémoratif Astrid Lindgren 2008 (Conseil national de la culture de Suède)
- Sélectionnée par l'American Institute of Graphic Arts (AIGA), USA, pour le livre Aing Duckling est utile, figurant dans son prestigieux annuaire et exposition "AIGA 50 Books / 50 Covers 2007" pour son concept et son design.
- Médaille d'argent aux Quórum Awards (Conseil des designers mexicains) pour le livre Avoir un petit canard est utile.
- Golden Apple Award à la Biennale d'illustration de Bratislava 2003, Slovaquie, pour les illustrations du livre Tic Tac (avec texte de Jorge Luján, édité par Alfaguara México en 2003 et par les Éditions du Rouergue, France, 2005).
- Alija Prix (Association des enfants du livre et de la jeunesse Argentine) pour le livre Piñatas (Ed. De l'Eclipse, Argentine) meilleur livre complet de 2004.
- Mention spéciale The White Ravens List 2003 (Internationalen Jugendbibliothek, Munich) pour le livre The Christmas Carol d'Auggie Wren (texte de Paul Auster, éditorial sud-américain, 2003).
- Sélection The White Ravens 2002 pour le livre El Globo et en 2004 pour Secreto de familia (tous deux édités par FCE México).
- Premier prix d'illustration au Concours international de design de presse (Porto Alegre, Brésil, 1998).
- Mention d'honneur au concours "Au bord du vent" (organisé par le Fonds de la culture économique) en 1997.

### Expositions
- Show When Cows Fly Argentina Invité d'honneur à la Foire du livre pour enfants de Bologne, Italie, 2008.
- Livres d'images pour enfants - L'histoire contemporaine Nordiska Akvarellmuseet, Suède, 2008.
- Sarmede 25th Mostra Internazionale d'Illustrazione per l'Infanzia, Italie, 2007.
- Une bibliothèque imaginaire - Des livres pour enfants qui n’existent pas (encore). Exposition à la Bibliothèque Internationale Jugend, Munich, Allemagne, 2007.
- MINIMONDI, exposition individuelle dans le cadre du Festival de littérature jeunesse et jeunesse de Parme, Italie, février 2007.
- PANTA RHEI, exposition individuelle, Madrid, 2005.
- BIB Japan 2004 - Urawa Art Museum, Japon, juillet-août 2004.
- Installation à AECI (Association espagnole de coopération internationale) de Buenos Aires, novembre 2004. The White Ravens 2004 - Fiera del Libro per Ragazzi de Bologne, Italie, avril 2004.
- Magic Pencil (illustrateurs britanniques et argentins) org British Council, 2004.
- The White Ravens 2003 - Fiera del Libro per Ragazzi de Bologne, Italie, avril 2003. BIB 2003 Bratislava, Slovaquie, septembre 2003.
- Centre culturel Recoleta, exposition individuelle Ridicule et précieux, Buenos Aires, juillet 2002.
- Casa de América, Injuve, exposition Conséquences, Madrid, 2001.

## Œuvre

### Publiés en français[2],[3],[4]

#### Auteure et illustratrice
- Secret de famille, texte et illustrations, Isol. Traduction de : Secreto de familia par Catherine Germain. Editions les 400 coups ; diff. le Seuil, 2009
- Nocturno : pour glisser dans le sommeil et faire de beaux rêves en seulement 5 minutes. Syros, 2011, réédité en 2016
- Le bibou, textes et illustrations d'Isol. Adapté de l'espagnol par Laurana Serres-Giardi, traduction de : El menimo. Rue du monde, 2015
- En peu de mots : un abécédaire. Traduction de : Abecedario a mano. Syros, 2017

#### Seulement illustratrice
- Mon corps et moi, texte de Jorge Luján ; dessins de Isol, Éd. du Rouergue, 2003
- Tic tac, Jorge Luján, Isol ; traduction, Mireia Porta Anau, Éd. du Rouergue, 2005
- Poème à compter, : numeralia, un poème de Jorge Luján ; dessiné par Isol ; texte français, Julieta Lozano, Syros 2006, réédité en 2014
- Être et paraître, un poème de Jorge Luján ; illustré par Isol, Traduction de : Ser y parecer, la Joie de lire, 2008
- Mes chaussons toutous, poèmes de Jorge Luján, avec la complicité d'enfants latino-américains ; illustrés par Isol ; texte français de Carl Norac, Syros, 2010

### Publiés en espagnol
- Cosas que pasan (Fondo de Cultura Económica, México,1998)
- Regalo sorpresa (Fondo de Cultura Económica, México,1998).
- Aroma de galletas, con texto de Antonio Fernández Molina, (Media Vaca, España, 1999).
- Intercambio cultural (Fondo de Cultura Económica, 2000)
- Equis y Zeta, con textos de Jorge Luján (Ed. Altea, México, 2001)
- Tic Tac con textos de Jorge Luján (Alfaguara México, 2001).
- El globo (Fondo de Cultura Económica, México, 2002).
- Secreto de familia (Fondo de Cultura Económica, México, 2003).
- El cuento de Auggie Wren, con texto de Paul Auster (Editorial Lumen, España, 2003).
- Mon corps et moi con texto de Jorge Luján (Ediciones Rouergue, Francia, 2003).
- Piñatas (Editorial del Eclipse, Argentina, 2004).
- Ser y parecer, con textos de Jorge Luján (SM, México, 2005).
- Petit, el monstruo (Ed. RBA, España, 2006).
- Tener un patito es útil (Fondo Cultura Económica, México, 2007)
- Numeralia, con textos de Jorge Luján (Ed. Fondo de Cultura, México, 2007).
- El bazar de los juguetes, versión de un tango de Yiso (Editorial Además, Buenos Aires, 2008)
- Pantuflas de perrito, con texto de Jorge Luján y la participación de niños de Latinoamérica. (Editorial Almadía, México, 2009).
- La bella Griselda (Fondo de Cultura Económica, México, 2010)
- Cosas que pasan (Fondo de Cultura Económica, México, 2010)
- Nocturno (Fondo de Cultura Económica, México, 2011). Consagrado mejor libro álbum 2012 por el Banco del Libro de Venezuela.
- El menino (Océano Travesía, 2015)
- Abecedario a mano (Fondo de Cultura Económica, 2016)
- Imposible (Fondo de Cultura Económica, México, 2018).